# Jars (singel)
Jars – singel amerykańskiej alternatywnometalowej grupy Chevelle, pierwszy z ich piątego albumu, Sci-Fi Crimes. Został wydany dla stacji radiowych 23 czerwca 2009, jest także dostępny na oficjalnej stronie zespołu jako digital download. Zostałem wybrany jako spośród trzech piosenek (pozostałe dwie to „Letter From A Thief” i „Sleep Apnea”) jako pierwszy singel z albumu. Perkusista Sam Loeffler powiedział stacji CFOX-FM, że sprawa tytułu tej piosenki odzwierciedla dziwne motywy albumu. Rzekł też, że piosenka jest „rodzajem gry słów [ang. ‘Jars’ oznacza zarówno ‘słoiki’, jak i ‘dysharmonie’]. Tu chodzi o ratowanie środowiska. To żart o ratowaniu środowiska i dosłownym braniu Ziemi i wkładaniu jej w słoik, by zachować ją na później. To bardzo ironiczne.”
Utwór został wykorzystany w grze komputerowej „Tony Hawk: Ride”.